# Tangos & Tragédias

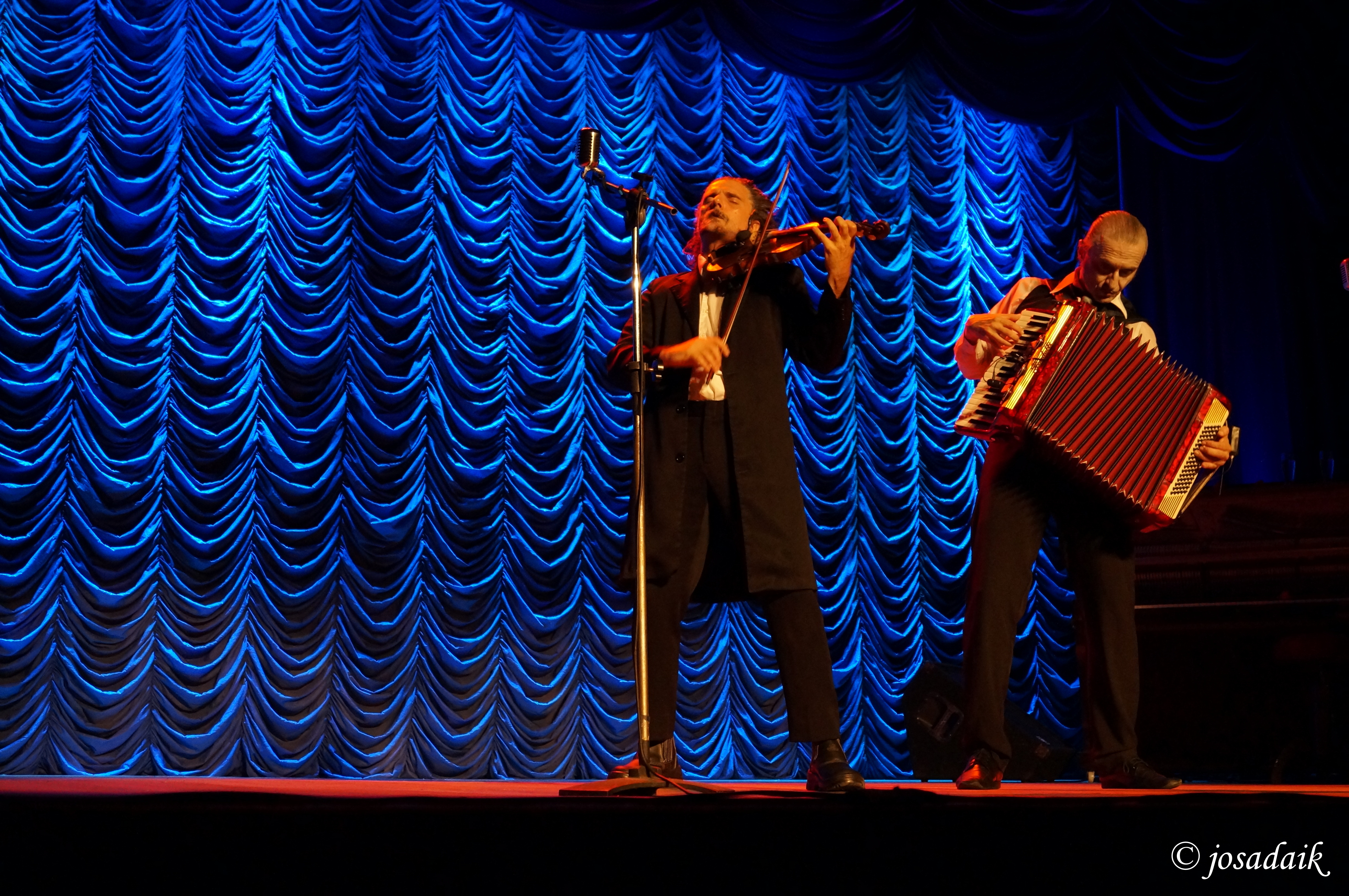
Apresentação de Tangos e Tragédias, que incluia músicas com acordeão e violino.

Tangos & Tragédias foi um espetáculo musical brasileiro, com elementos de teatro. Foi criado pela dupla de atores e músicos gaúcha Hique Gomez e Nico Nicolaiewsky e interpretado de 1984, ano do primeiro espetáculo, até 2014, quando Nico faleceu em decorrência de uma leucemia aguda.

## História
O Tangos & Tragédias foi criado no ano de 1984, em Porto Alegre. Desde 1987, era exibido nas temporadas de verão, durante o mês de janeiro, no Teatro São Pedro.
No ano de 1999, Tangos & Tragédias foi o tema escolhido para o enredo da escola de samba Imperatriz Dona Leopoldina no Carnaval de Porto Alegre. O enredo intitulava-se A visita de Dona Leopoldina ao Reino da Sbórnia.
O espetáculo passou por diversos teatros do Brasil, além de contar com uma versão em língua espanhola, apresentada em Buenos Aires (Argentina), Quito (Equador), Manizales (Colômbia) e Cádiz e Donostia-San Sebastián (Espanha). Em Portugal, foi escolhido pelo público como o Melhor Espetáculo durante o Festival Internacional de Teatro de Almada, em 2003, e Espetáculo de Honra, em 2004.
Em dezembro de 2007, a dupla lançou o DVD Tangos e Tragédias na Praça da Matriz, gravado em 2004, durante uma apresentação de comemoração dos 20 anos da peça, reunindo 20.000 pessoas na Praça da Matriz, em Porto Alegre.
Em janeiro de 2014, a temporada de verão começou a ser apresentada no Theatro São Pedro, como de costume, mas precisou ser interrompida quando foi diagnosticado que Nico estava com leucemia aguda. Ele foi internado às pressas no dia 23 de janeiro, e acabou falecendo em 7 de fevereiro de 2014.
Após a morte de Nico Nicolaiewsky, o espetáculo recebeu alguns spin-offs, como Kraunus e Convidados, e A Sbørnia Kontra'Atracka, ambos nos quais Hique Gomez atuou com a cantora e pianista Simone Rasslan.

## Personagens
Hique Gomez interpretava Kraunus Sang, cantava e tocava violino, enquanto Nico Nicolaiewsky incorporava o triste Maestro Pletskaya, o qual cantava e tocava acordeão e piano. As personagens eram naturais de um país fictício chamado Sbørnia, do qual os dois teriam fugido, segundo a dupla, após a chegada do rock and roll no país, refugiando-se no Rio Grande do Sul, no sul do Brasil.  
Significado do Nome do País.
- Esbórnia (es.bór.nia) - (ital sbornia) - substantivo feminino -  Bebedeira, pândega, orgia. (por extensão: confusão, bagunça, baderna).

## Sbørnia
A Sbørnia era um país ligado ao Continente por um istmo, separando-se após sucessivas explosões nucleares malsucedidas, sendo atualmente uma ilha à deriva, navegando livremente pelos mares do mundo. O país, cujo sistema político vigente é o anarquismo hiperbólico, vive a reciclar o lixo cultural de outras nações e possui até moeda própria: o scômbrio. Entre as músicas que fazem parte do folclore da Sbørnia estão o "Copérnico" e a "Aquarela da Sbørnia".

## Galeria de fotos
Fotos do dia 11 de janeiro de 2014, uma das últimas apresentações de Tangos & Tragédias antes da morte de Nico Nicolaiewsky.

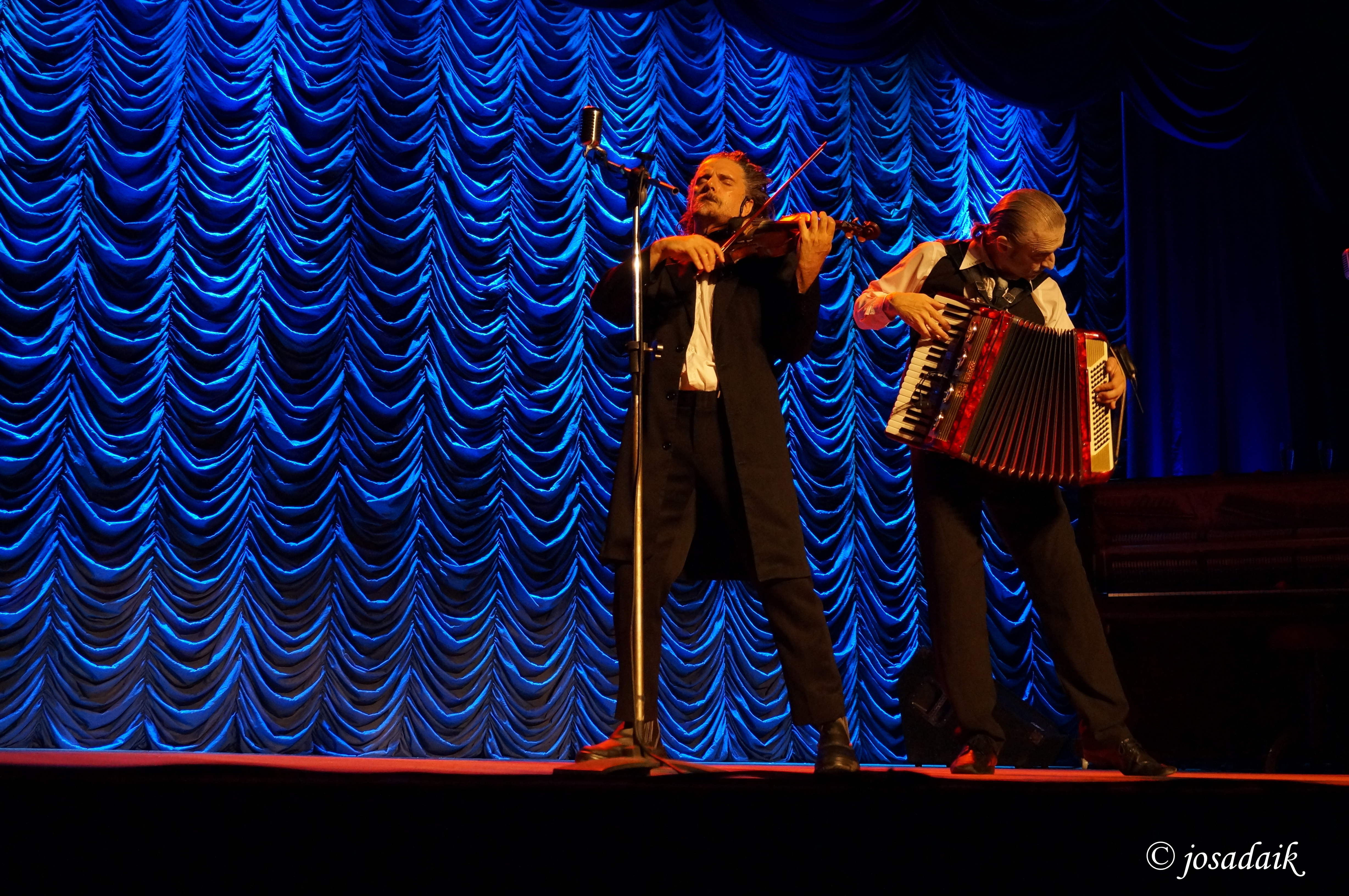
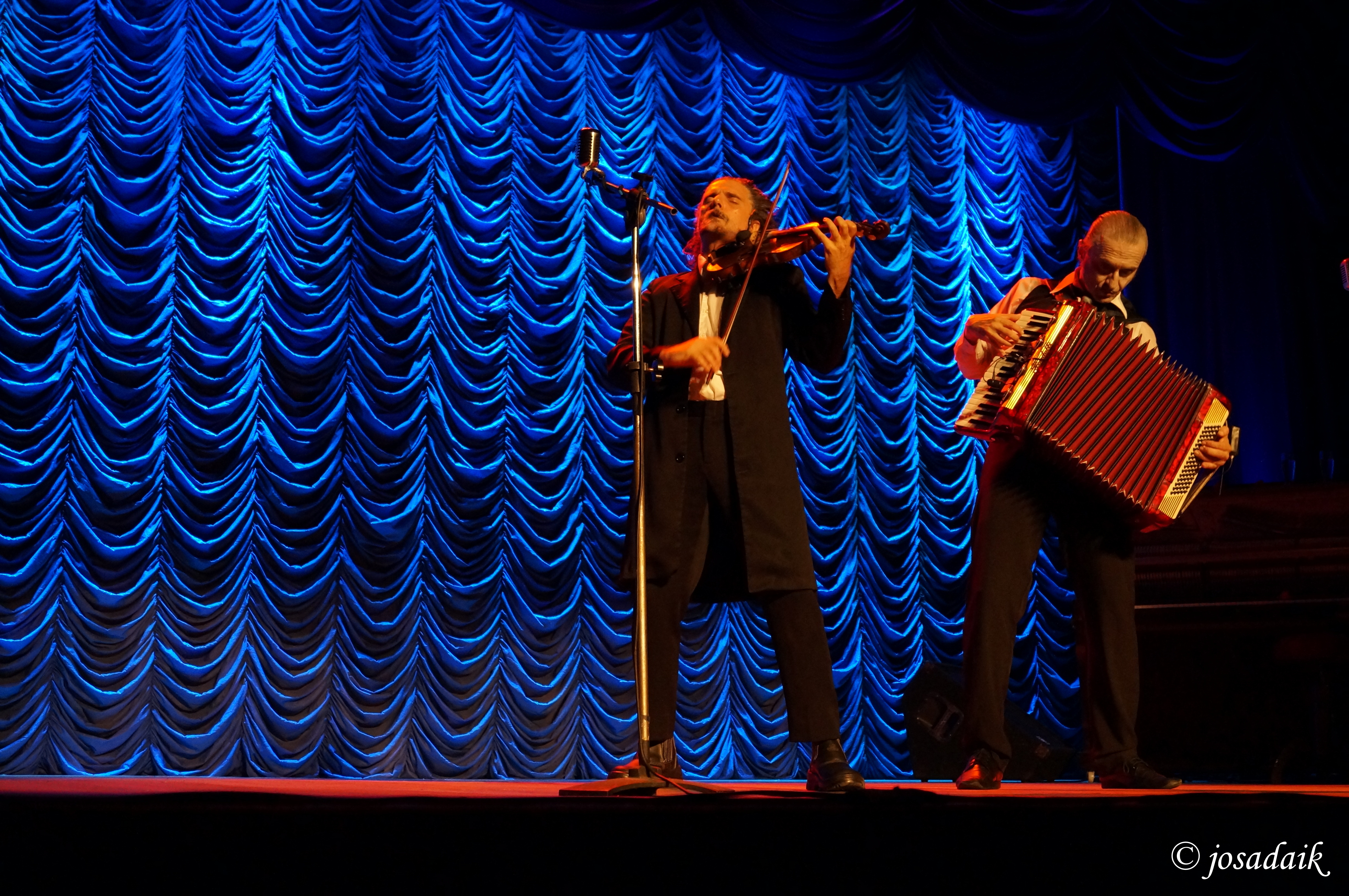
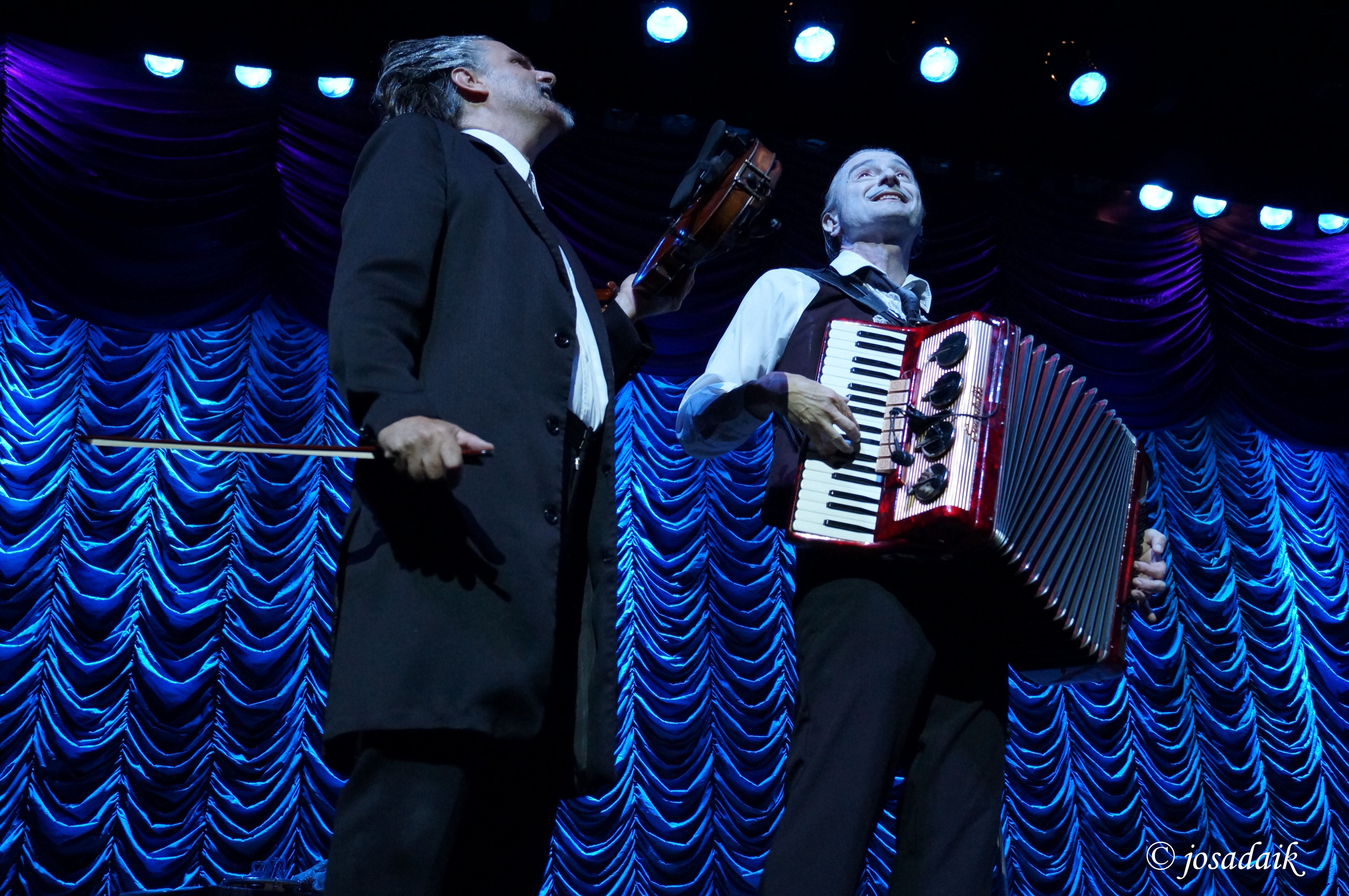
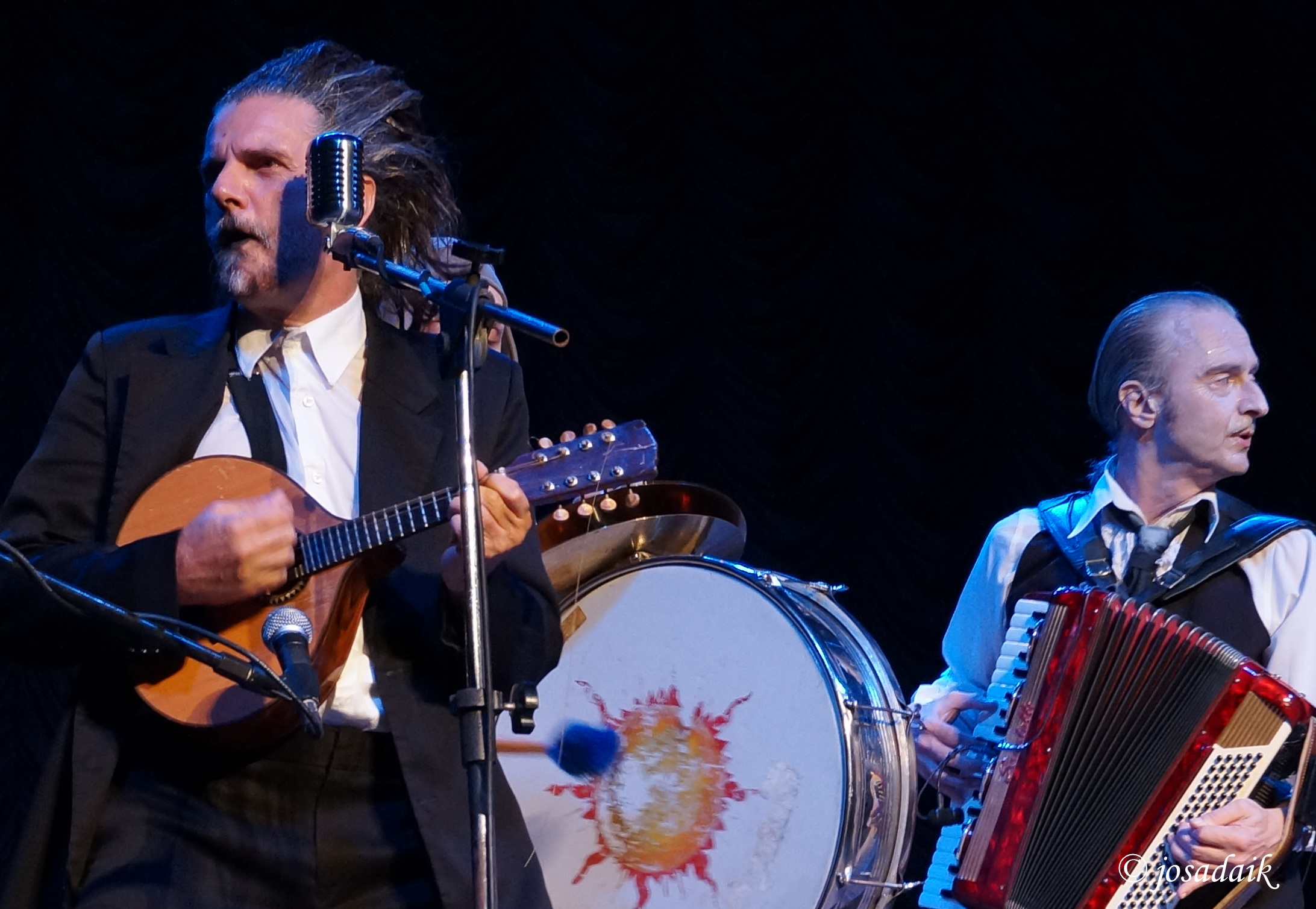
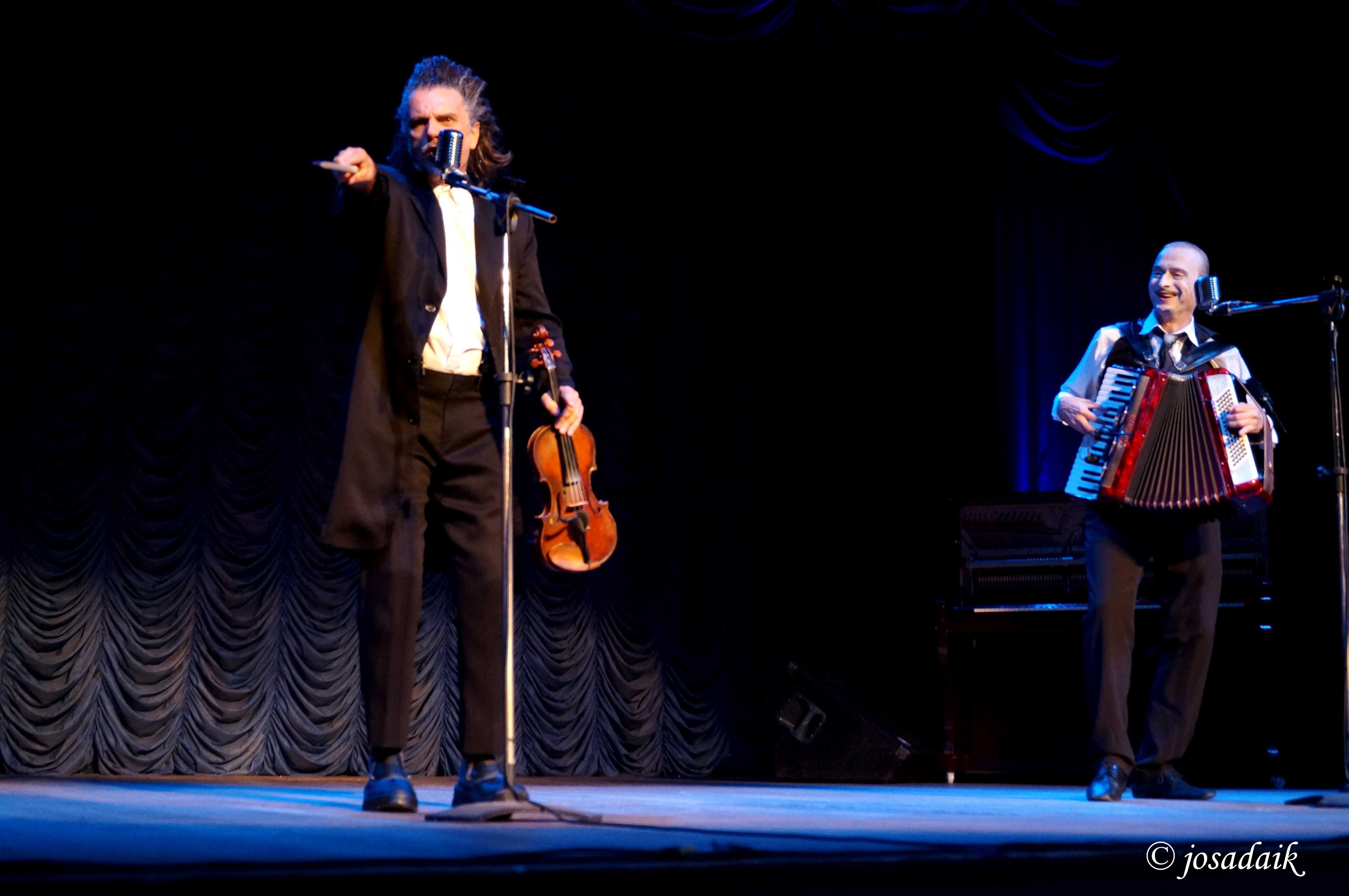
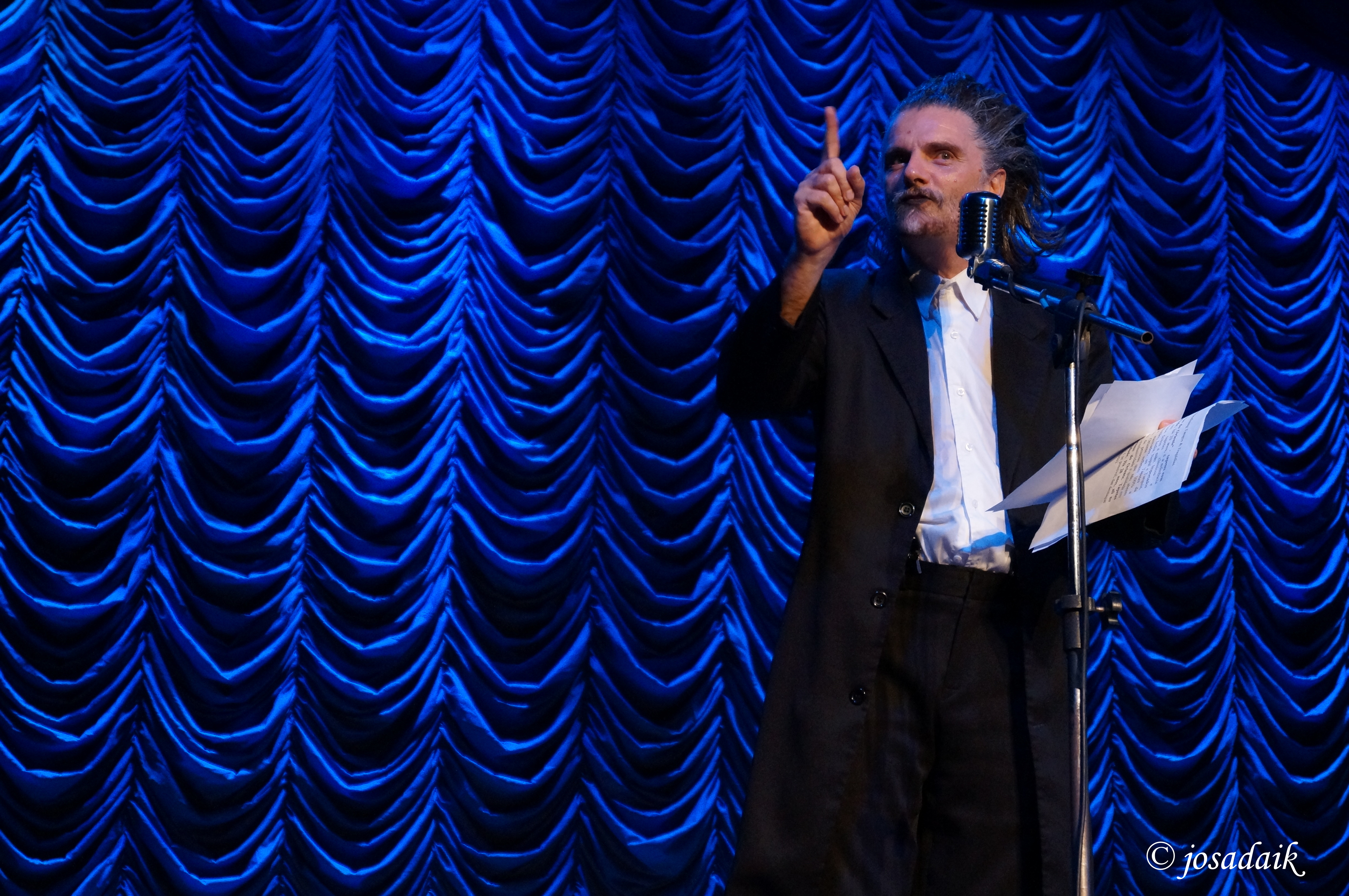
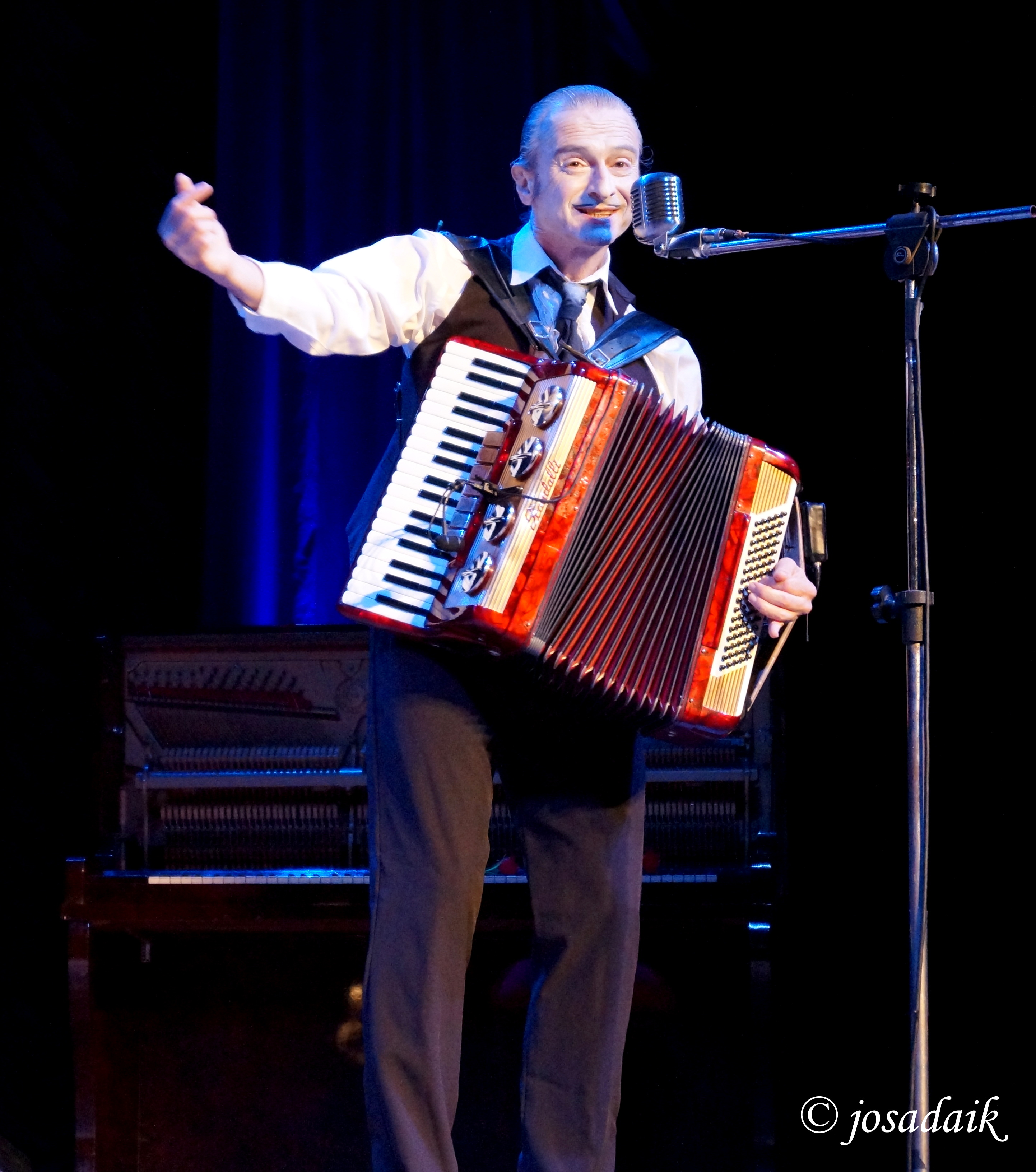
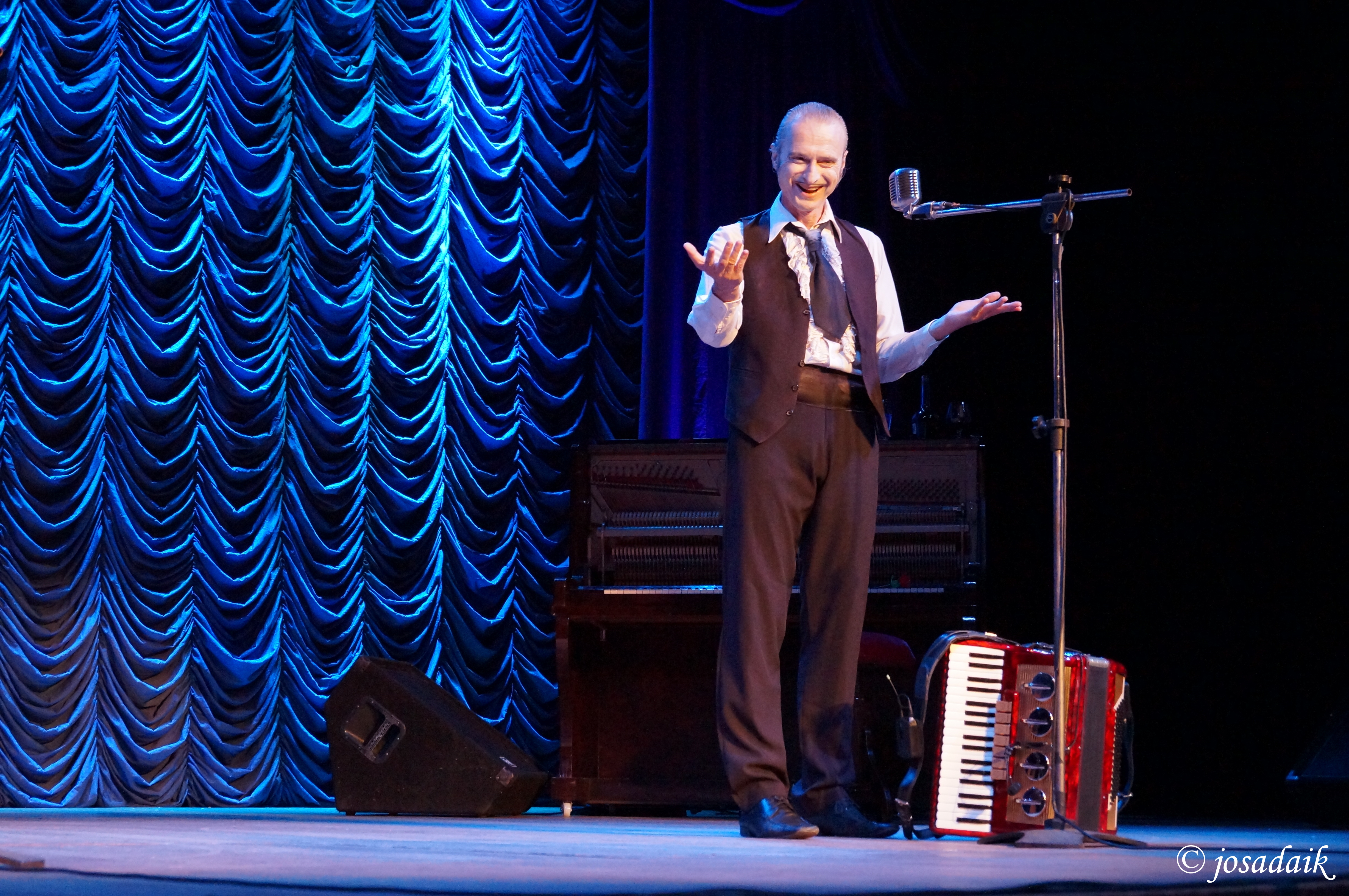

## Discografia
- 1988 - LP Tangos e Tragédias - Trilha Sonora do Espetáculo - Gravado ao vivo
- 1994 - CD Tangos e Tragédias - Edição comemorativa aos 10 anos
- 1997 - CD Tangos e Tragédias - Edição revisada
- 2004 - DVD Tangos e Tragédias na Praça da Matriz

## Prêmios e indicações

### Prêmio Açorianos
| Ano  | Categoria                                 | Indicação          | Resultado |
| ---- | ----------------------------------------- | ------------------ | --------- |
| 2000 | Destaque Especial - pelo conjunto da obra | Tangos & Tragédias | Venceu    |